# راسيل أرش
راسيل أرش (بالإنجليزية: Russell Arch)‏ هو كاتب سيناريو أمريكي، ولد في 14 يونيو 1970.

## وصلات خارجية
- الموقع الرسمي
- راسيل أرش على موقع IMDb (الإنجليزية)